# Palacio de la Curia Metropolitana

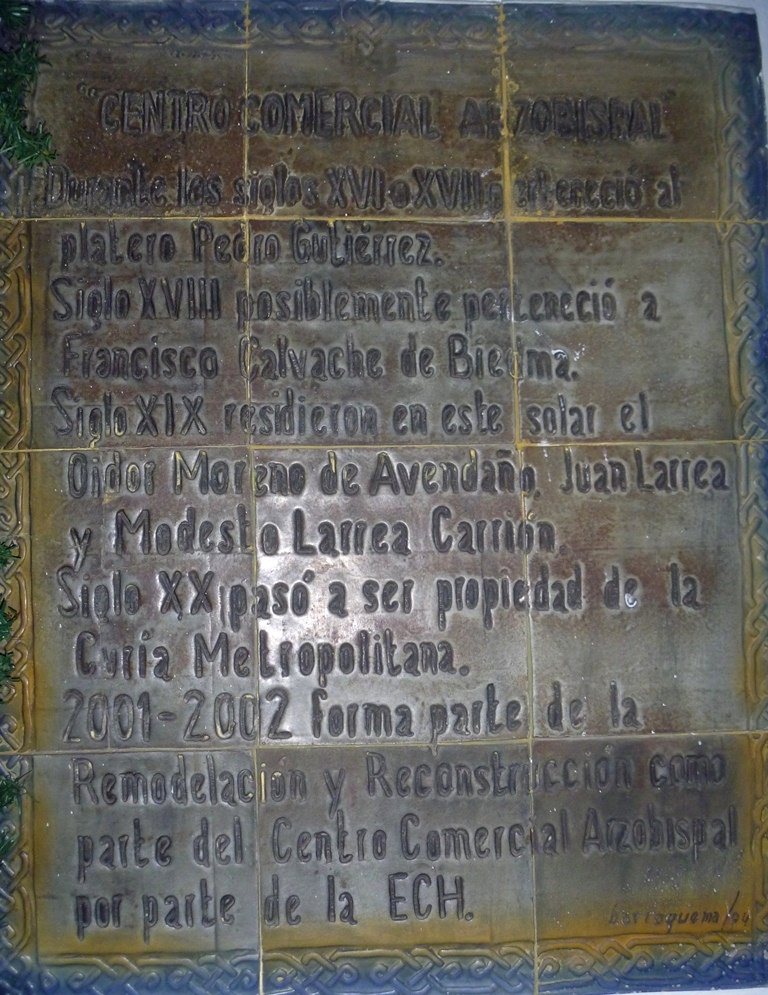
Placa en el Palacio de la Curia Metropolitana, describiendo la historia del edificio.

El Palacio de la Curia Metropolitana, también conocido como Centro Comercial Pasaje Arzobispal, es un edificio histórico de la ciudad de Quito DM, ubicado en el flanco norte de la Plaza de la Independencia, en el corazón del Centro Histórico de la urbe. Flanqueado por la Casa de los Alcaldes (izq) y el Palacio Arzobispal (der). La edificación es considerada popularmente parte de este último, pues allí funcionaron oficinas de la Curia hasta mediados del siglo XX.

## Historia
Durante los siglos XVI y XVII el edificio perteneció al platero Pedro Gutiérrez y sus descendientes, quienes lo adquirieron en primer lugar a uno de los fundadores de la villa de San Francisco de Quito, al que le había sido asignado el solar en 1534. Durante el siglo XVIII perteneció a Francisco Calvache de Biedma. 
A inicios del siglo XIX residieron en la mansión el oidor de la Audiencia de Quito, Moreno de Avendaño y su familia. Fue comprado a mediados de siglo por Modesto Larrea y Carrión, II marqués de San José y vicepresidente de la República del Ecuador entre 1832 y 1835. Se dice que durante esta época el libertador Simón Bolívar cruzó las primeras palabras con la patriota quiteña Manuela Sáenz en este mismo edificio y durante una fiesta ofrecida por el Marqués días después de la independencia (1824).
Durante los primeros años del siglo XX el edificio fue comprado por la Curia Diocesana de la ciudad de Quito, para ocuparlo con sus oficinas y dependencias que abarrotaban el vecino Palacio Arzobispal, y de allí deviene su nombre oficial moderno, aunque es popularmente conocido como parte de este último conjunto palaciego. 

### Centro Comercial Pasaje Arzobispal
El 26 de agosto de 1998 el Municipio de Quito y la Curia Metropolitana suscriben un contrato de asociación con el objeto de emprender el negocio común del Centro Comercial Pasaje Arzobispal, con el fin de hacer posible su pleno aprovechamiento comercial; corriendo a cargo de la Empresa del Centro Histórico la administración de todos los recursos económicos provenientes de la relación jurídica de las partes.
Entre 2001 y 2002 fue sometido a una reestructuración integral por parte del FONSAL y la ECH, entidades municipales especializadas en conservación, para convertirlo en el Centro Comercial Pasaje Arzobispal, con gran éxito de cafeterías y restaurantes gourmet en su interior desde el día de su apertura.

## Estructura
Su estructura espacial corresponde a la de una casa colonial de dos patios, típicas del siglo XVII, con crujías de dos pisos en el primero y tres en el segundo. 
El primer patio, de dimensiones pequeñas, destaca el piso de piedra y detalles con hueso de vaca. La crujía del segundo piso es de madera y los pilares que la sostienen son de piedra. Desde este espacio se accede al segundo nivel a través de una escalera en el lado izquierdo, donde se acceden a los salones con vista a la plaza, actualmente ocupados por un exclusivo restaurante gourmet. Cruzando un corredor bajo con escalera semicircular se accede al segundo patio, mucho más amplio y donde una pileta de piedra andesita es el punto focal, alrededor de él que se levantan tres piso con crujías de madera, sostenidas por pilares de piedra a nivel del suelo, y de madera en los demás niveles.
La elegante fachada barroca se confunde con la vecina de la Casa de los Alcaldes, aunque no con el Palacio Arzobispal, ubicado del lado occidental y de fachada tipo neoclásica. Destaca el portal continuo que comparte con las otras edificaciones contiguas, a modo de pasaje cubierto con salidas hacia la plaza a través de arcos de medio punto, sobre el que se encuentran los balcones del segundo piso.